# 新奇歌曲

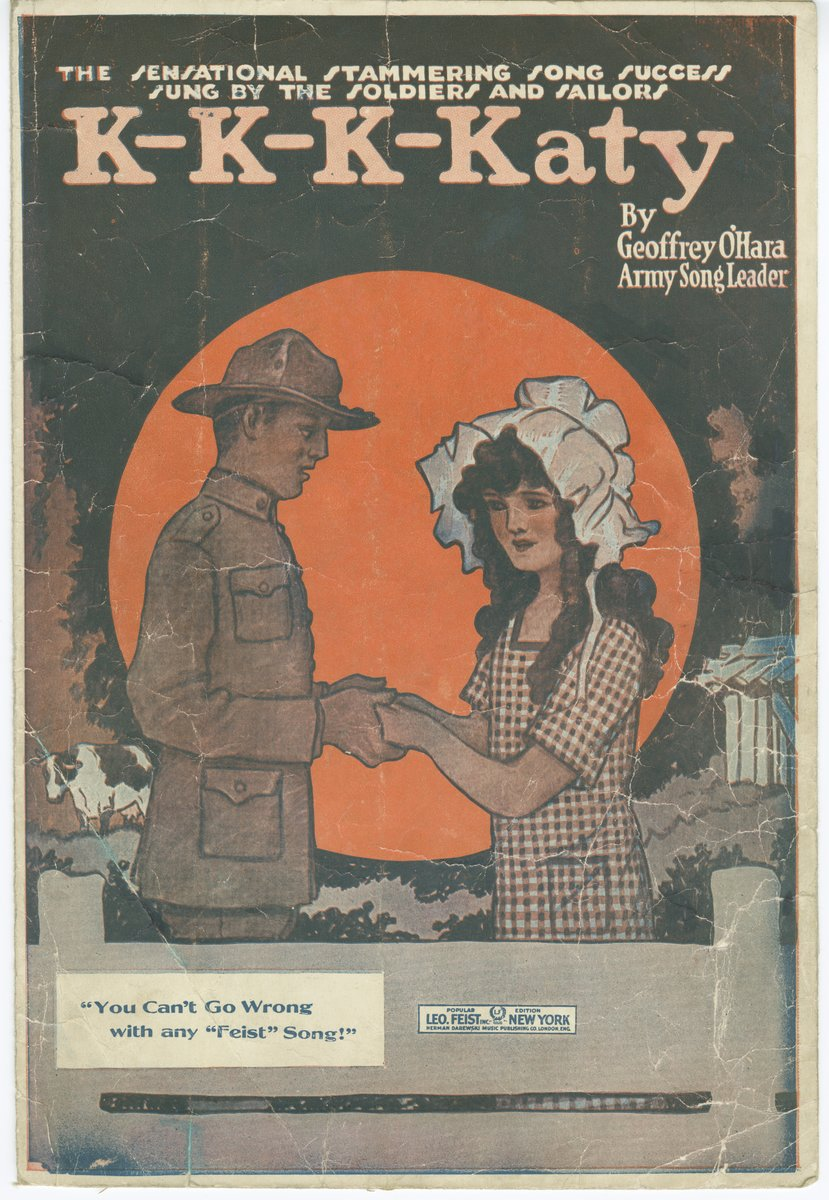
(1918)

新奇歌曲是建立在某种新奇概念形式上的一种歌曲，如一个噱头、一段幽默，或一个流行文化的样本。新奇歌曲与喜剧歌曲有部分重叠，后者更明确地以幽默为基础。新奇歌曲在20世纪20年代和30年代得到广泛普及。